# فلسفه ریاضیات
فلسفهٔ ریاضیات یا فلسفهٔ ریاضی (به انگلیسی: Philosophy of mathematics) شاخه‌ای از فلسفه است که به بنیادهای وجودیِ ریاضیات و مباحث مربوط به معرفت‌شناسی ریاضیات می‌پردازد. از مکتب‌های فلسفهٔ ریاضی می‌توان به منطق‌گرایی، شهودگرایی، صورت‌گرایی و افلاطون‌گرایی اشاره کرد.

## مکاتب فلسفه ریاضی

### منطق‌گرایی
آموزه منطق‌گرایی عبارت از این است که مفاهیم و قضایای ریاضی به مفاهیم و قضایای منطقی فروکاهیده شود. نظریه کانت دربارهٔ ریاضیات دچار انتقاداتی بود که به ظهور منطق‌گرایی نزد برنارد بولتسانو انجامید.

### شهودگرایی
لویتزن اگبرتوس ژان براوئر که مختصراً براوئر نیز نامیده می‌شود ریاضیدان و فیلسوف هلندی است که نام شهودگرایی در ریاضیات را بر سر زبان‌ها انداخت. بر اساس شهود‌گرایی، ریاضیات مخلوق ذهن است و صدق‌های جملات گزاره‌های ریاضی صرفاً می‌توانند از طریق ساختارهای ذهنی ای درک و فهمیده شوند که اثبات می‌کند آن گزاره صادق است و ارتباط بین ریاضی دانان صرفاً وسیله ای است که می‌تواند فرایندهای ذهنی یکسانی در اذهان گوناگون را به وجود آورد.

### صورت‌گرایی
در این دیدگاه ریاضیات علم نیست، زیرا موضوع مادی مورد مطالعه ندارد، مفروضاتی شهودی و بینشی ندارد تا بتواند به آنها تعبیری بدهد. ریاضیات یک زبان است. ریاضیات وسیله فرمول‌بندی کردن و توسعه نظریه‏‌های علمی است. فرمالیسم یا همان صورت‌گرایی ریاضی عنوانی است که به نظریه دیوید هیلبرت داده شده است، چرا که در صورت‌گرایی تکیه بر جنبهٔ صوری ریاضیات در مقابل معنی یا محتواست و کمابیش مبتنی بر انکار محتوا برای فرمول‌های ریاضی است. هیلبرت اساساً سعی داشت تا ریاضیات را بر پایه‌‏های صرفاً صوری واصل موضوعی استوار سازد. در این دیدگاه، صدق یک نظریهٔ ریاضی بدین معنی است که آن نظریه تناقضی به بار نیاورد و منجر به تناقض نگردد. صورت‌گرایان برخلاف منطق‌گرایان بنیاد ریاضیات را نه در منطق، بلکه صرفاً در مجموعه‏‌ای از نمادهای صوری می‏‌دانند، آنگاه ریاضیات را یک نظام صوری متشکل از احکام ریاضی که تنهادارای صورت هستند، می‏‌انگارند.

## پرسش‌ها
از جمله پرسش‌هایی که فلسفهٔ ریاضی، کوشش در پاسخ به آن دارد، این‌ها است:
- منشأ موضوعات ریاضی چه هستند؟
- وضعیت وجودی مفاهیم ریاضی چیست؟
- اشاره به یک شیء ریاضی به چه معناست؟
- شخصیت یک گزارهٔ ریاضی چیست؟
- رابطهٔ بین منطق و ریاضیات چیست؟
- نقش هرمنوتیک در ریاضیات چیست؟
- تحقیق ریاضی به چه معناست و چگونه ممکن است؟
- چه چیزی باعث توانایی ریاضی در تبیین تجربیات می‌شود؟
- نقش ذهن انسان در تولید ریاضیات چیست؟
- زیبایی ریاضی به چه معناست؟
- منبع و ماهیت حقیقت ریاضی چیست؟
- چه رابطه‌ای بین جهان انتزاعی ریاضیات و جهان مادی وجود دارد؟[۴]

در آغاز قرن بیستم، سه مکتب فلسفهٔ ریاضی برای پاسخ‌گوئی به این‌گونه پرسش‌ها به‌وجود آمد. این سه مکتب به نام‌های شهودگرایی و منطق‌گرایی و صورت‌گرایی معروف‌اند.